# Vennbruch
Das Naturschutzgebiet Vennbruch liegt auf dem Gebiet der Stadt Viersen im Kreis Viersen in Nordrhein-Westfalen.
Das etwa 16,48 ha große Gebiet, das im Jahr 1990 unter Naturschutz gestellt wurde, erstreckt sich nördlich des Kernstadt Viersen. Am nördlichen Rand des Gebietes verläuft die Landesstraße L 475 und am südlichen Rand die Kreisstraße K 17. Westlich verläuft die L 391 und fließt die Niers.
Die Unterschutzstellung erfolgt zur Erhaltung von Lebensgemeinschaften oder Lebensstätten bestimmter wildlebender Pflanzen- und Tierarten, aus wissenschaftlichen Gründen und wegen der Seltenheit, besonderen Eigenart oder hervorragender Schönheit der Fläche.